# Ellis Paul
Ellis Paul (né Paul Plissey le 14 janvier 1965 dans le comté d'Aroostook) est un chanteur américain de musique folk.
Ellis Paul était architecte avant de se tourner vers la chanson au début des années 1990. Ses chansons se retrouvent souvent dans des séries télé ou dans des films, ce qui contribue à sa popularité (notamment sa chanson The World Ain't Slowin' Down, extraite de son album Translucent Soul, qui apparaît dans le film Fous d'Irène avec Jim Carrey). 

## Discographie
- 2005 : American Jukebox Fables
- 2003 : Side of the Road (avec Vance Gilbert)
- 2002 : The Speed of Trees
- 2001 : Sweet Mistakes
- 2000 : Live
- 1998 : Translucent Soul
- 1995 : A Carnival of Voices
- 1994 : Stories
- 1993 : Say Something
- 1989 : Urban Folk Songs
- 1989 : Am I Home